# La Seña del Humor
La Seña del Humor (también conocida como La Seña del Humor de Matanzas) es un conjunto cubano de humor escénico de carácter marcadamente verbal, cuyos espectáculos están compuestos de piezas independientes, parte de las cuales emplean la música en vivo como elemento destacado. La composición del conjunto varió en el tiempo, pero su trabajo y su imagen se consolidaron en el medio cultural con doce miembros, la mayoría universitarios, de diversos perfiles profesionales. Su trayectoria comienza en la ciudad de Matanzas y abarca 20 años de trabajo continuo, desde 1984 hasta 2004, durante los cuales se presentó en todos los principales teatros de Cuba, así como en numerosas peñas universitarias, casas de cultura y otros espacios, y además en radio y televisión.

## Integrantes
Todos los integrantes del grupo desempeñaban una función actoral, aunque en muy diversa medida. Y además de los músicos profesionales del grupo, casi todos sus miembros, según las necesidades de cada número, brindaban también apoyo vocal e instrumental a los números musicales.
La versión completa del grupo fue la siguiente:
Danny Aguiar, Rubén Aguiar, Pedro (Pedrito) Alfonso, Yovani Bauta, José Braga, Antonio (Tony) Carbonell, Leandro Gutiérrez, Pepe Pelayo, Aramís Quintero, Moisés Rodríguez, Enmanuel Sabater y Miguel Valdés.
En los últimos años 1990 el grupo tuvo la composición siguiente: 
Leandro Gutiérrez, Adrián Morales, Aramís Quintero y Moisés Rodríguez.

## Historia

### Antecedentes
En Cuba el humor ha tenido, tradicionalmente, una representación muy amplia y variada en los diversos medios: escénico, gráfico, radial y televisivo. El caso más conocido es el de La tremenda corte, de los años 1950, programa radial de gran difusión en varios países latinoamericanos. Pero entrados los años 1980 el humor cubano en teatros, radio y televisión se iba reduciendo sensiblemente. En este contexto, durante 1983, en la ciudad de Matanzas, el semanario Yumurí, del diario provincial Girón, comienza a publicar una página de humor gráfico y literario llamada “Tubería de media” (de media pulgada, término usual entre plomeros). Era un humor de absurdo y juegos verbales que se apartaba del estilo costumbrista tradicional, y que aparecía enmarcado en una orla de cañerías con numerosos empalmes y salideros. Los autores de los textos eran Pepe Pelayo (ingeniero civil), Aramís Quintero (licenciado en filología) y Moisés Rodríguez (licenciado en pedagogía, mención literatura). Discrepancias con el diario motivaron que los autores de la página decidieran cerrarla a los pocos meses. Y para ello organizaron, ese mismo año, una exposición de humor gráfico, objetos humorísticos y humor literario, en la galería provincial de arte de Matanzas, así como un acto de clausura, de carácter humorístico, que tuvo lugar en la biblioteca provincial a inicios de enero de 1984. Ambos fueron un éxito de público, y la exposición giró después por varias ciudades y pueblos de la provincia. 

### Comienzos
Estas acciones fueron el punto de partida de lo que sería La Seña del Humor. Ya en el mismo mes y año, un amplio grupo compuesto por humoristas gráficos que participaron en la exposición, actores radiales de la emisora provincial, los escritores de “Tubería de media”, y algunos más, constituían una primera versión de La Seña y comenzaban a presentarse, muy informalmente, en el pequeño escenario de la sala de conciertos de la ciudad (Sala White). El éxito inmediato de estas presentaciones los obligó a pasar a un escenario mayor, el del cine-teatro Atenas. Y de aquí, en el mismo año, al prestigioso Teatro Sauto de Matanzas, una joya de la arquitectura colonial, que en adelante sería plaza habitual de los espectáculos de La Seña del Humor.
El grupo inicial, demasiado amplio y heterogéneo en cuanto a gustos y conceptos, sin una dirección artística funcional para todos, era incapaz de establecer una línea definida y coherente de trabajo. Muy pronto, varios de sus miembros se retiraron y algunos nuevos, como los excelentes músicos Danny Aguiar, Rubén Aguiar y Pedro Alfonso, y la actriz Leticia Martín, de notable vis cómica, se incorporaron a La Seña. Leticia, por motivos personales, después de 1987 tuvo que abandonar también el grupo. Este quedó compuesto, hasta 1991, por los doce integrantes ya señalados, y a finales de los años 80 se incorporó también, por un breve período, Pablo Garí (Pible), humorista de gran ingenio verbal.

### Éxito nacional y desarrollo
Pepe Pelayo y Aramís Quintero habían acumulado, durante años, una gran cantidad de ideas y esbozos susceptibles de ser llevados a la escena. Esto facilitó mucho material para los dos primeros años de trabajo. Cuando ambos quedaron a cargo de los guiones y la dirección artística de los espectáculos, La Seña pudo realizar un trabajo de estilo nuevo y coherente, con un notable éxito de público y de crítica, en todo el país, que la reconoció como el punto de partida de una nueva manera de hacer humor. 
Durante el verano de 1985 La Seña se presentó por primera vez en un escenario de La Habana, el gigantesco Teatro Karl Marx, con capacidad para 5000 personas, que estuvo lleno en casi todas las funciones. Este escenario sería una de las plazas más frecuentadas por La Seña. Fue el estreno del espectáculo “Jaguar you, Claudio” (juego de palabras con los nombres de dos series televisivas muy populares, “El jaguar” y “Yo, Claudio”), con la dirección de Alejandro García (Virulo). Terminada la temporada en la capital, el espectáculo giró por todo el país. Con esto, y con las primeras apariciones del grupo en la televisión, la popularidad de La Seña del Humor quedó definitivamente afirmada. 
A partir de entonces, los estrenos del grupo para el teatro fueron ganando complejidad artística en las ideas y las puestas escénicas. Con ello, y con innumerables presentaciones en diversos espacios y eventos, a lo largo del país, se fue creando un amplio público que incluía tanto universitarios como obreros, jóvenes como adultos mayores.